# Elasmus virgilii
Elasmus virgilii är en stekelart som beskrevs av Girault 1922. Elasmus virgilii ingår i släktet Elasmus och familjen finglanssteklar. Inga underarter finns listade i Catalogue of Life.